# Khaled Al Amin
Khaled Al Amin, plus connu sous le nom de Khaled Bebo (arabe : خالد بيبو) (né le 6 octobre 1976 à Suez en Égypte) est un footballeur international égyptien, qui évoluait au poste d'attaquant avant de devenir entraîneur.

## Biographie

### Carrière en sélection
Avec l'équipe d'Égypte, il a disputé 19 matchs (pour 2 buts inscrits) entre 1998 et 2003. Il figure notamment dans le groupe des sélectionnés lors de la CAN de 2002.
Il a également disputé la Coupe des confédérations de 1999.

## Palmarès
| Ismaily - Coupe d'Égypte (1) : - Vainqueur : 1999-00. - Finaliste : 1998-99. - Coupe de la CAF : - Finaliste : 2000.                                                                             |  | Al Ahly \| - Championnat d'Égypte (1) : - Champion : 2004-05. - Coupe d'Égypte (2) : - Vainqueur : 2000-01 et 2002-03. - Finaliste : 2003-04. - Supercoupe d'Égypte (2) : - Vainqueur : 2002-03 et 2004-05. \| \| - Ligue des champions (2) : - Vainqueur : 2001 et 2005. - Supercoupe de la CAF (2) : - Vainqueur : 2001 et 2005. \| |
| - Championnat d'Égypte (1) : - Champion : 2004-05. - Coupe d'Égypte (2) : - Vainqueur : 2000-01 et 2002-03. - Finaliste : 2003-04. - Supercoupe d'Égypte (2) : - Vainqueur : 2002-03 et 2004-05. |  | - Ligue des champions (2) : - Vainqueur : 2001 et 2005. - Supercoupe de la CAF (2) : - Vainqueur : 2001 et 2005. |